# 1209 Pumma
1209 Pumma (1927 HA) là một tiểu hành tinh vành đai chính được phát hiện ngày 22 tháng 4 năm 1927 bởi K. Reinmuth ở Heidelberg.